# Glitterstrupig smaragd
Glitterstrupig smaragd (Chionomesa fimbriata) är en fågel i familjen kolibrier.

## Utseende
Glitterstrupig smaragd är en liten kolibri med metalliskt grön fjäderdräkt. Vidare har den en vit fläck bakom ögat, orangeaktig undre näbbhalva, ljus undergump och en blåsvart stjärt med grön stjärtrot. Könen är lika. De olika populationerna skiljer sig i mängden blått på strupen.

## Utbredning och systematik
Arten delas in i sju underarter med följande utbredning:
- elegantissima – förekommer från allra nordostligaste Colombia till norra Venezuela.
- fimbriata – förekommer i nordöstra Venezuela, Guyana och Brasilien norr om Amazonas.
- apicalis – förekommer i Colombia öster om Anderna.
- fluviatilis – förekommer i sydöstra Colombia och östra Ecuador.
- laeta – förekommer i nordöstra Peru.
- nigricauda – förekommer i östra Bolivia och centrala Brasilien söder om Amazonas.
- tephrocephala – förekommer i kusttrakter i sydöstra Brasilien (Espírito Santo Rio Grande do Sul).

### Släktestillhörighet
Arten placeras traditionellt i släktet Amazilia, men genetiska studier visar att arterna i släktet inte står varandra närmast. Den har därför flyttats till släktet Chionomesa tillsammans med närbesläktade violettstrupig smaragd.

## Levnadssätt
Glitterstrupig smaragd är en rätt vanlig kolibri i olika öppna och halvöppna miljöer. Den undviker dock skogens inre, savann och urbana områden.

## Status och hot
Arten har ett stort utbredningsområde, men tros minska i antal, dock inte tillräckligt kraftigt för att den ska betraktas som hotad. Internationella naturvårdsunionen IUCN listar arten som livskraftig (LC).

## Bilder

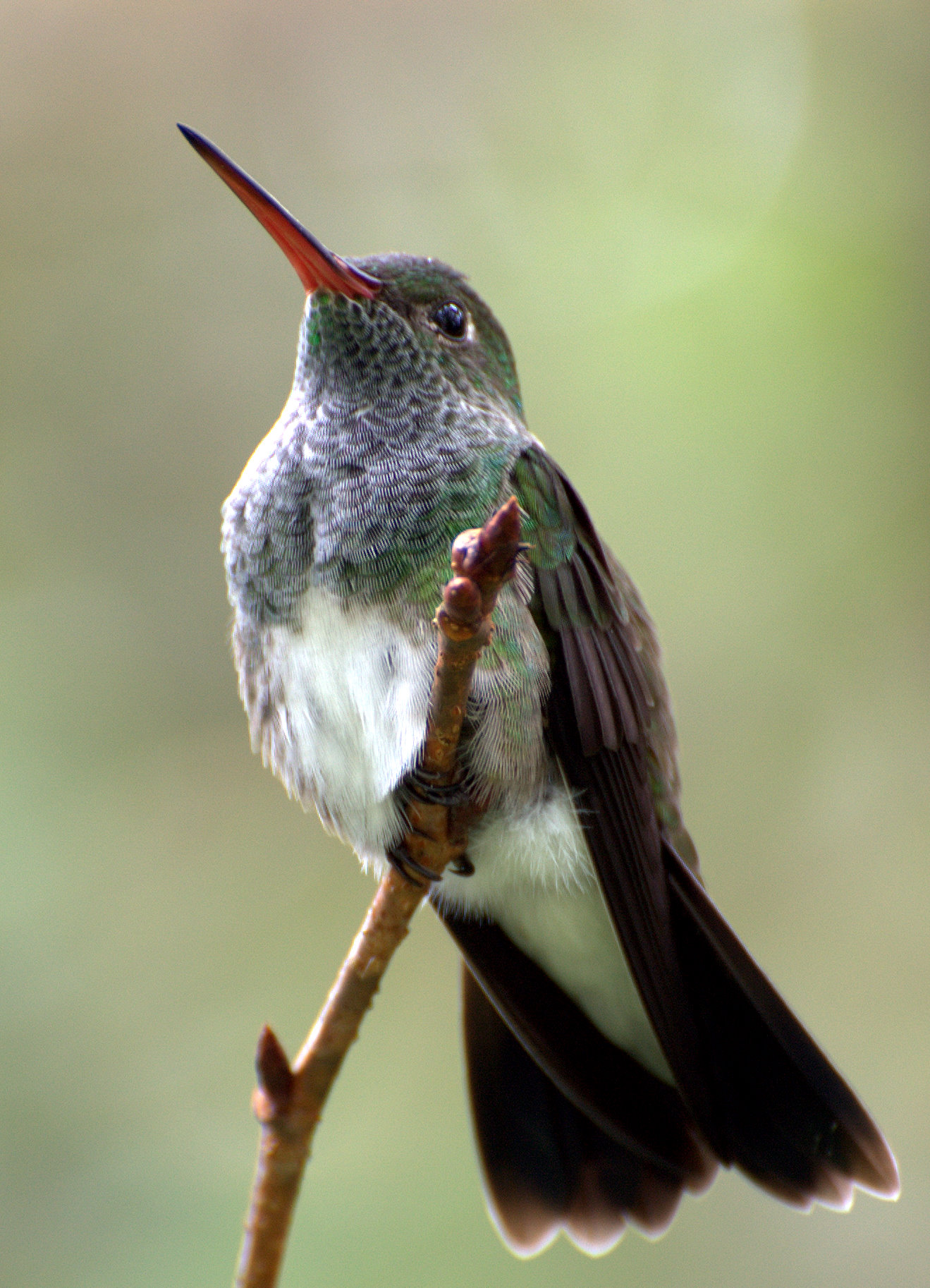
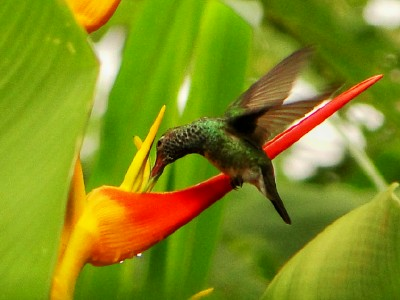
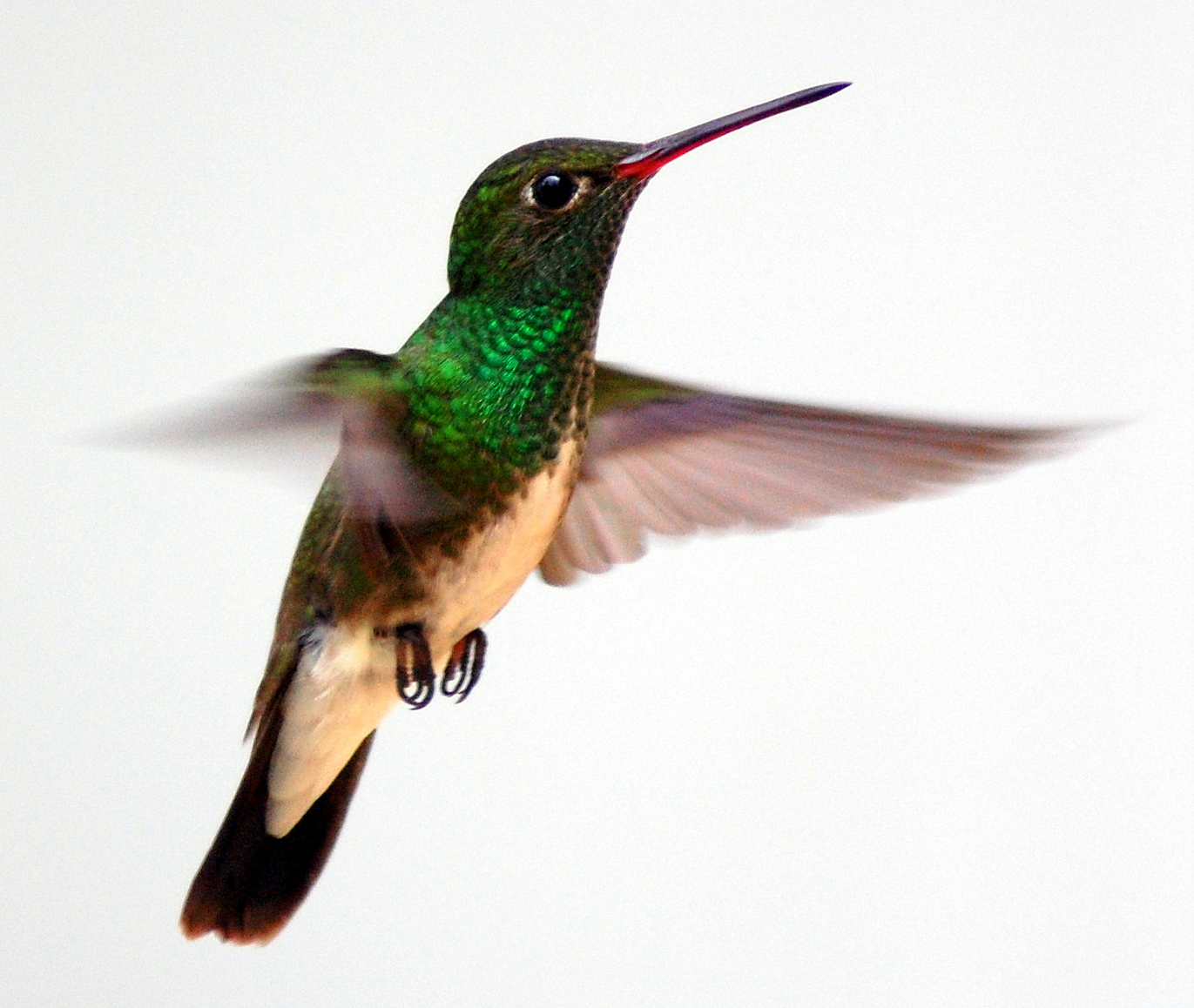
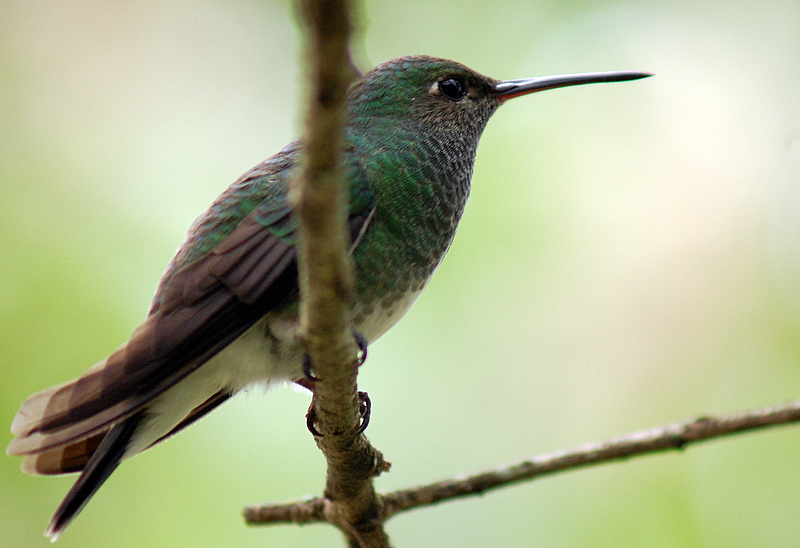